# العدد في اللغة (كتاب)
العدد في اللغة
- المؤلف / علي بن إسماعيل بن سيده النحوي اللغوي
- عدد الأجزاء / 1
- الطبعة : الأولى - 1413هـ 1993م
- تحقيق : عبد الله بن الحسين الناصر / عدنان بن محمد الظاهر[1]